# Ministério da Cultura (Brasil)

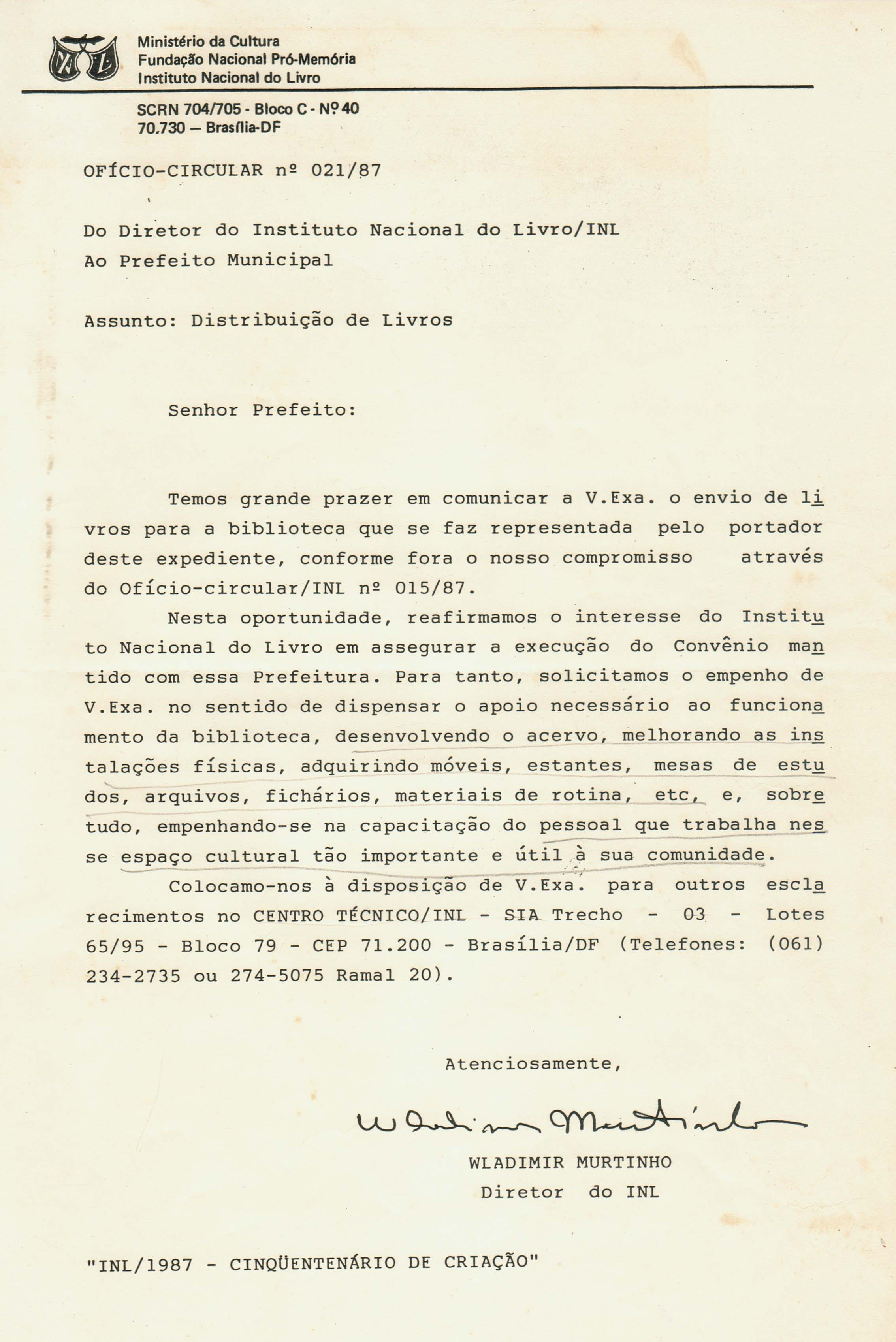
Documento de 1987, em que o Ministério da Cultura efetiva, por meio do Instituto Nacional do Livro, a política de livros em bibliotecas.

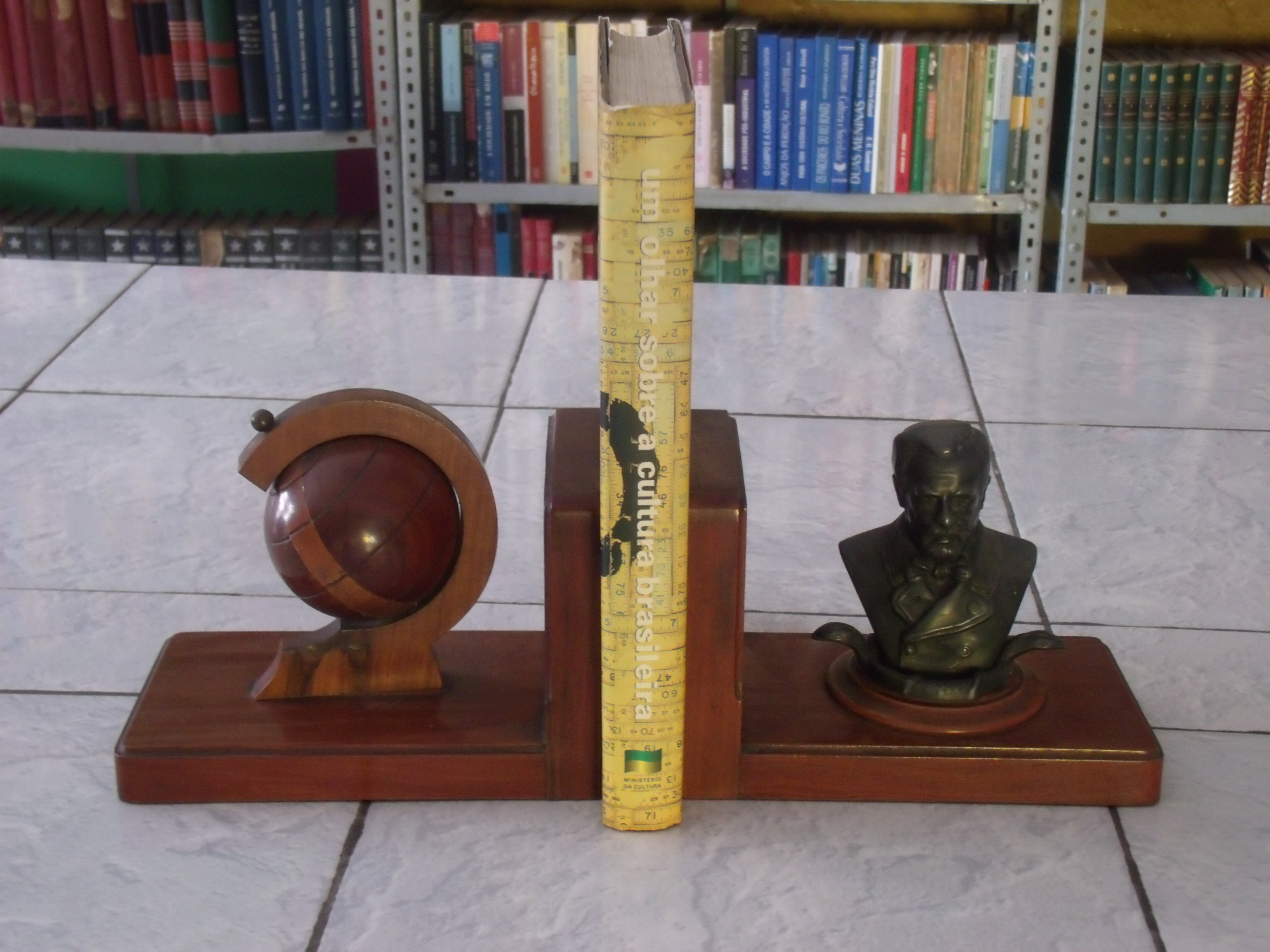
Livro: Um olhar sobre a cultura brasileira, editado em 1998, Ministério da Cultura, organizado por Francisco Weffort e Márcio Souza.

O Ministério da Cultura (MinC) é um ministério do governo brasileiro, criado em 15 de março de 1985 pelo decreto nº 91.144 do presidente José Sarney. Antes as atribuições desta pasta eram de autoridade do Ministério da Educação, que de 1953 a 1985 chamava-se Ministério da Educação e Cultura (MEC). O MinC é responsável pelas letras, artes, folclore e outras formas de expressão da cultura nacional e pelo patrimônio histórico, arqueológico, artístico e cultural do Brasil.
Em 2016, após a posse de Michel Temer como presidente interino, o MinC foi brevemente extinto e reincorporado ao Ministério da Educação. Contudo, a decisão foi revista e o ministério voltou a existir, na época sob comando de Roberto Freire.
Ao ser eleito presidente, Jair Bolsonaro anunciou a extinção do Ministério da Cultura, sendo suas atribuições incorporadas ao recém-criado Ministério da Cidadania, que absorveu também a estrutura do Ministério do Esporte e do Ministério do Desenvolvimento Social. Em 7 de novembro, a Secretaria Especial da Cultura foi transferida para a pasta de Turismo, e o dramaturgo Roberto Alvim nomeado como secretário, sendo demitido "após publicação de vídeo com referência ao nazismo". 

## Histórico
Em 12 de abril de 1990, no governo do presidente Fernando Collor de Mello, o Ministério da Cultura foi transformado em Secretaria da Cultura, diretamente vinculada à Presidência da República. Essa situação foi revertida pouco mais de dois anos depois em 19 de novembro de 1992, pela lei nº 8.490, já no governo do presidente Itamar Franco.
Em 1999, no governo Fernando Henrique Cardoso, foram ampliados os recursos e a estrutura foi reorganizada segundo a lei nº 9.649 aprovada em 27 de maio de 1998. Desde então o ministério tem sido um importante incentivador e patrocinador de diversos projetos culturais pelo país, notadamente na área de cinema e teatro.
Em 2003, durante o governo Lula, o Ministério foi reestruturado por meio do Decreto 4805, passando a ter a estrutura atual: ao Ministro é subordinada uma Secretaria Executiva com três diretorias (Gestão Estratégica, Gestão Interna e Relações Internacionais), sete Representações Regionais (nos estados de Bahia , Minas Gerais, Pará, Pernambuco, Rio de Janeiro, Rio Grande do Sul e São Paulo) e seis Secretarias: Fomento e Incentivo à Cultura, Políticas Culturais, Cidadania Cultural, Audiovisual, Identidade e Diversidade Cultural e Articulação Institucional.

### Breve extinção durante o governo de Michel Temer

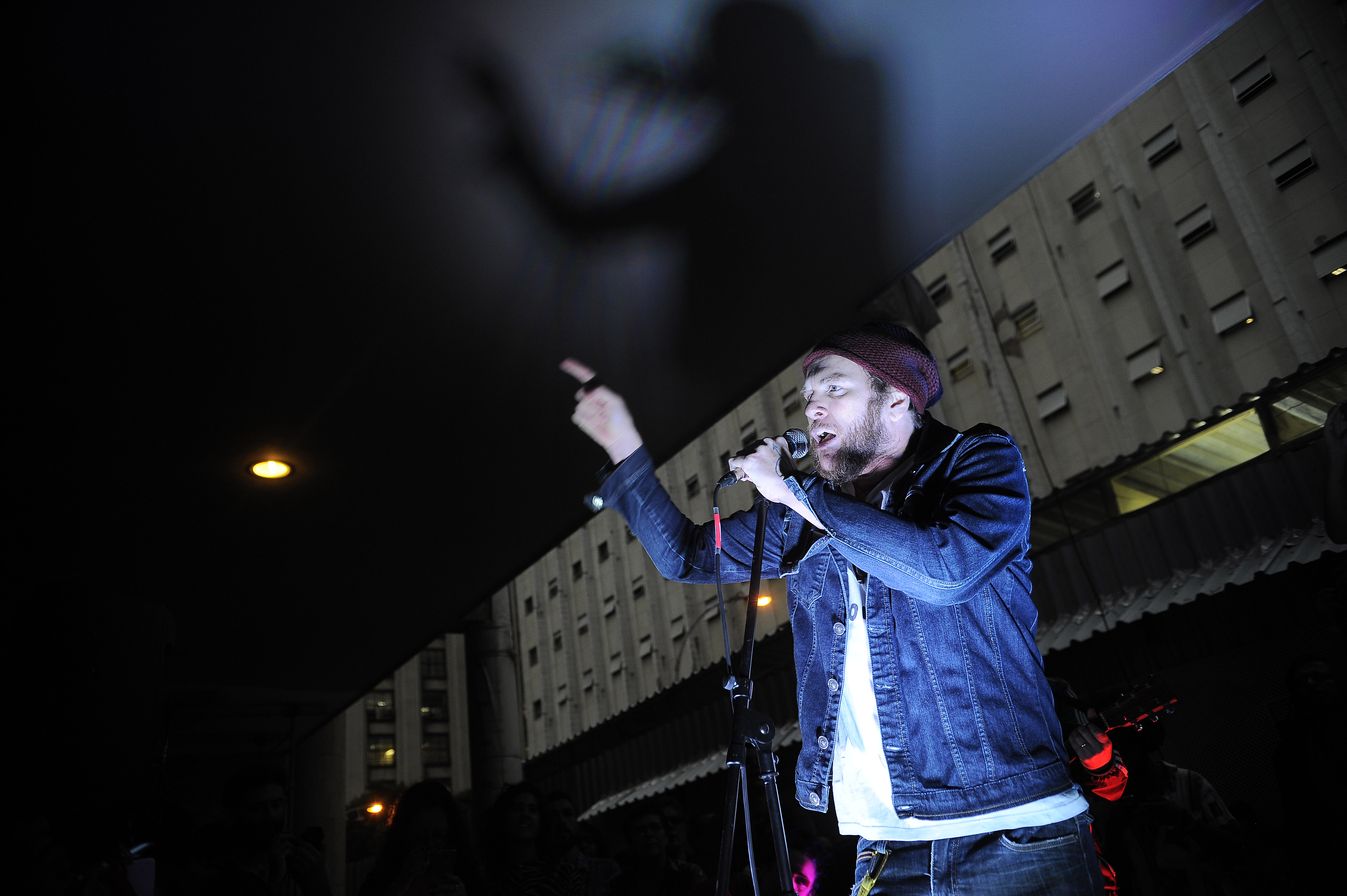
O músico Otto canta em show para manifestantes que ocupam o Edifício Gustavo Capanema, contra mudanças no Ministério da Cultura

Foi extinto brevemente pelo presidente interino Michel Temer por meio da medida provisória número 726, de 12 de maio de 2016.
A extinção recebeu críticas. A Comissão de Educação do Senado Federal aprovou um requerimento de convocação do ministro Mendonça Filho para prestar informações sobre a extinção bem como realização de audiência pública com artistas e intelectuais sobre o ocorrido.
Em 18 de maio o presidente do Senado, Renan Calheiros, disse que propôs ao presidente da República a recriação do Ministério:
| “ | Propus ao presidente Michel Temer recriar o Ministério da Cultura. Acho que [o ministério] é muito relevante para ser reduzido a uma questão contábil, orçamentária. O Ministério da Cultura não vai quebrar o Brasil, mas a sua extinção quebrará a nação. Extinguir o ministério pode significar, do ponto de vista desse segmento que é importantíssimo, um retrocesso. [...] Nós cuidaríamos disso aqui por ocasião da tramitação da medida provisória aqui no Congresso Nacional. | ” |

Em reação ao fechamento do ministério, militantes da área da cultura ocuparam em maio de 2016 as sedes do órgão em diversos estados. Foram ocupados, entre outros, o Palácio Gustavo Capanema, no Rio de Janeiro, e os prédios da Funarte em Belo Horizonte, Brasília e São Paulo e sedes do Iphan e do MInC em Pernambuco. A ocupação recebeu apoio de artistas como Otto e Arnaldo Antunes, que fizeram shows no Palácio Capanema.
Em 18 de maio, o carioca Marcelo Calero, ex-secretário de Cultura do prefeito Eduardo Paes, foi anunciado como Secretário Nacional de Cultura, depois de várias tentativas de convidar uma mulher para assumir o cargo, numa tentativa de Temer compensar a falta de mulheres na equipe ministerial. A apresentadora Marília Gabriela e a atriz Bruna Lombardi foram duas das convidadas. No dia 20 de maio, em edição extra do diário oficial, foi dado o status especial ao secretário. Após ouvir artistas, o presidente interino Temer decidiu reverter a extinção e devolver à Cultura o status de ministério. Marcelo Calero será o ministro da cultura, portanto.
Em 23 de maio o governo restabelece o Ministério da Cultura pela literatura da medida provisória número 728, publicada na edição extra do Diário Oficial da União.

### Extinção no governo Jair Bolsonaro
Em sequência a eleição de Jair Bolsonaro, a diluição do Ministério da Cultura juntamente com os Ministérios do Esporte e do Desenvolvimento Social foi anunciada em novembro de 2018 pela equipe de transição do novo governo eleito. Os três ministérios foram fundidas na estrutura do Ministério da Cidadania. O médico gaúcho Osmar Terra, filiado ao MDB que serviu como ministro do Desenvolvimento Social durante o mandato de Michel Temer, foi também anunciado como ministro da nova pasta. Após o anúncio, secretários da Cultura de dezoito estados lançaram um manifesto pedindo a manutenção do órgão. Em 1º de janeiro de 2019, a partir da reforma administrativa do governo recém-empossado, o MinC foi oficialmente extinto pela medida provisória nº 870, publicada em edição especial do Diário Oficial da União. Osmar Terra minimizou a extinção dos três ministérios, afirmando que a fusão não enfraqueceria as respectivas áreas. Dentro do Ministério da Cidadania, foi criada a Secretaria Especial de Cultura, comandada por Henrique Medeiros Pires, ex-chefe de gabinete do Ministério do Desenvolvimento Social durante a gestão de Terra.

## Instituições vinculadas

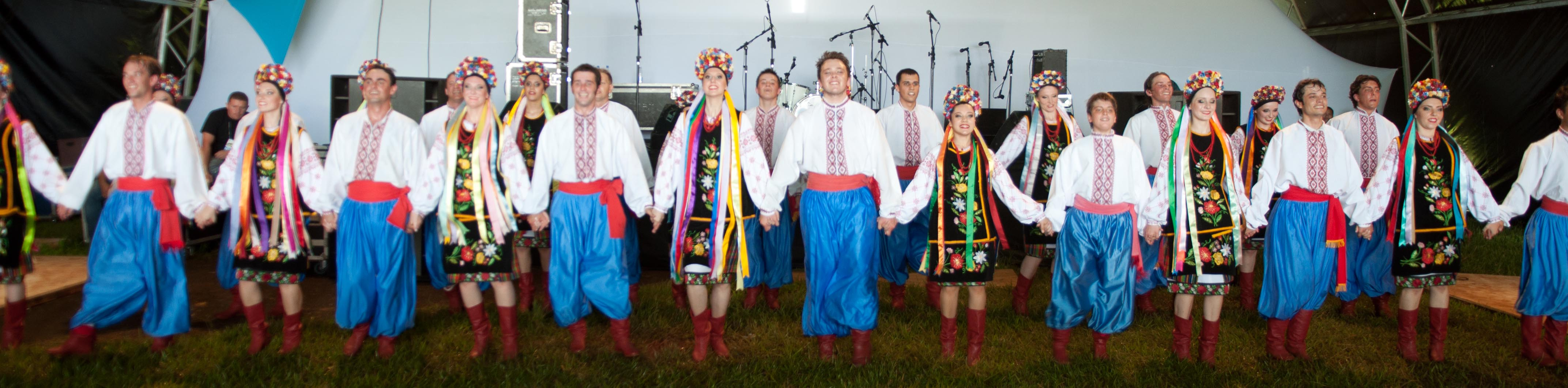
Dança com cultura de trajes típicos em evento do MinC em 2011.

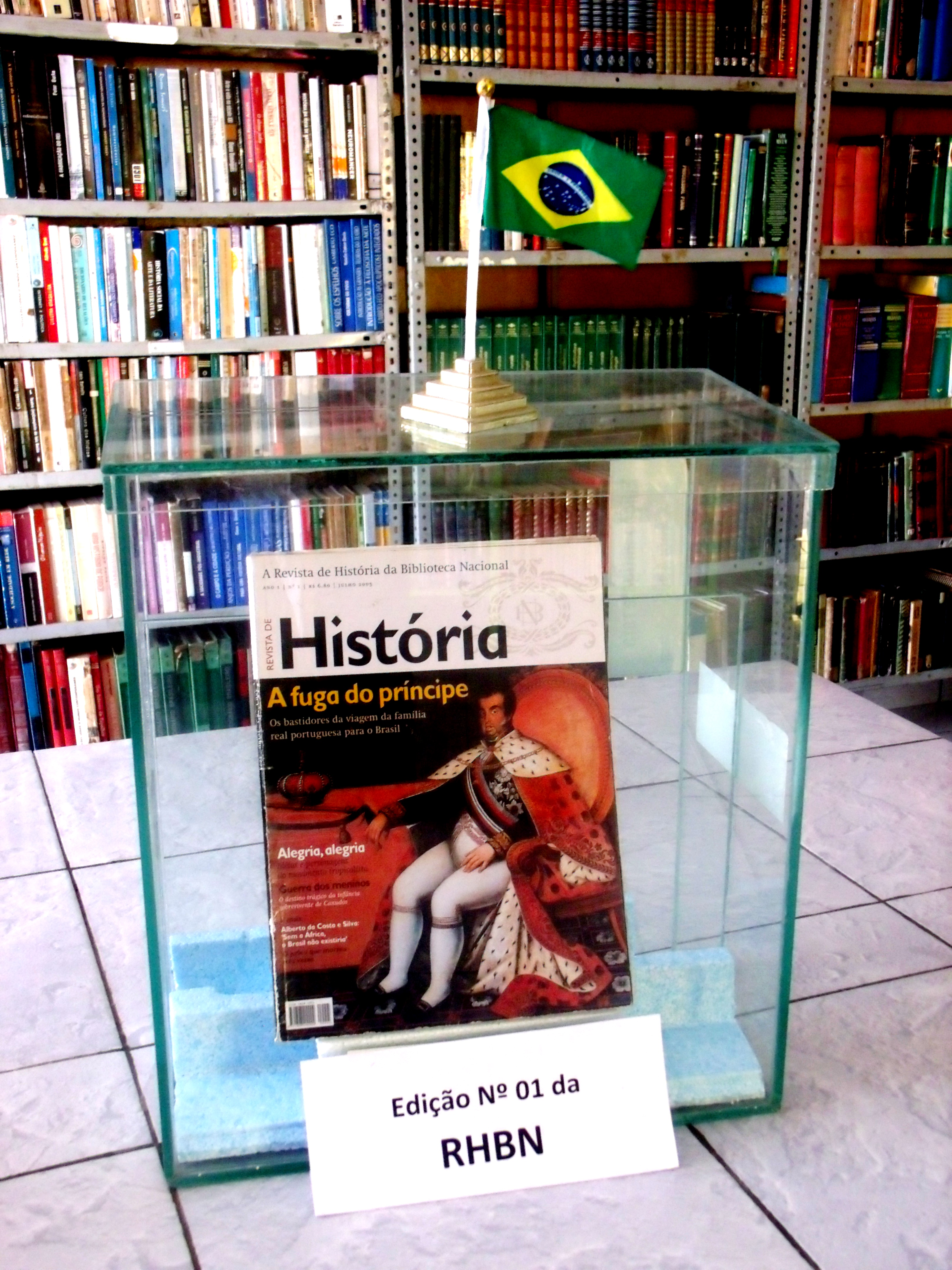
Primeiro exemplar da Revista de História da Biblioteca Nacional, editada desde 2005, pela Sociedade Amigos da Biblioteca Nacional, com apoio do MinC.

### Fundações
- Fundação Casa de Rui Barbosa (FCRB)
- Fundação Cultural Palmares (FCP)
- Fundação Nacional de Artes (Funarte)
- Fundação Biblioteca Nacional (BN)
- Fundação Centro Brasileiro de Televisão Educativa (FUNTEVE)

### Autarquias
- Instituto do Patrimônio Histórico e Artístico Nacional (IPHAN)
- Agência Nacional do Cinema (Ancine)
- Instituto Brasileiro de Museus (IBRAM)

## Órgãos colegiados

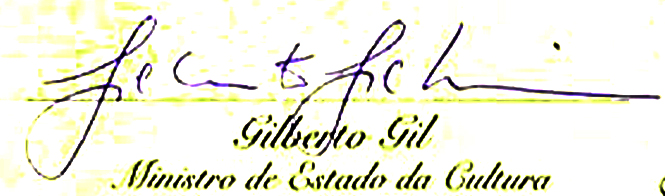
Assinatura do músico Gilberto Gil como Ministro de Estado da Cultura

- Comissão do Fundo Nacional da Cultura (CFNC)
- Comissão Nacional de Incentivo à Cultura (CNIC)
- Conselho Nacional de Política Cultural (CNPC)
- Conselho Superior do Cinema

## Órgãos vinculados à Secretaria do Audiovisual
- Centro Técnico Audiovisual (CTAV)
- Cinemateca Brasileira

## Complexo Cultural
O Complexo Cultural do Ministério da Cultura apresenta, gratuitamente, uma série de atrações culturais, como exposições temporárias e exibições de filmes. Está aberto diariamente de segunda a sexta-feira e, excepcionalmente, em alguns finais de semana. O uso do espaço com fins particulares e de caráter lucrativo não são permitidos, sendo um local de cultura gratuita.

## Missão
Conforme a portaria ministerial Nº 119, de 20 de dezembro de 2018, a missão da pasta era:
| “ | Promover o crescimento cultural, ampliar o acesso à cultura e fortalecer a economia criativa em todas as regiões do país, contribuindo para o desenvolvimento do Brasil. | ” |

## Galeria

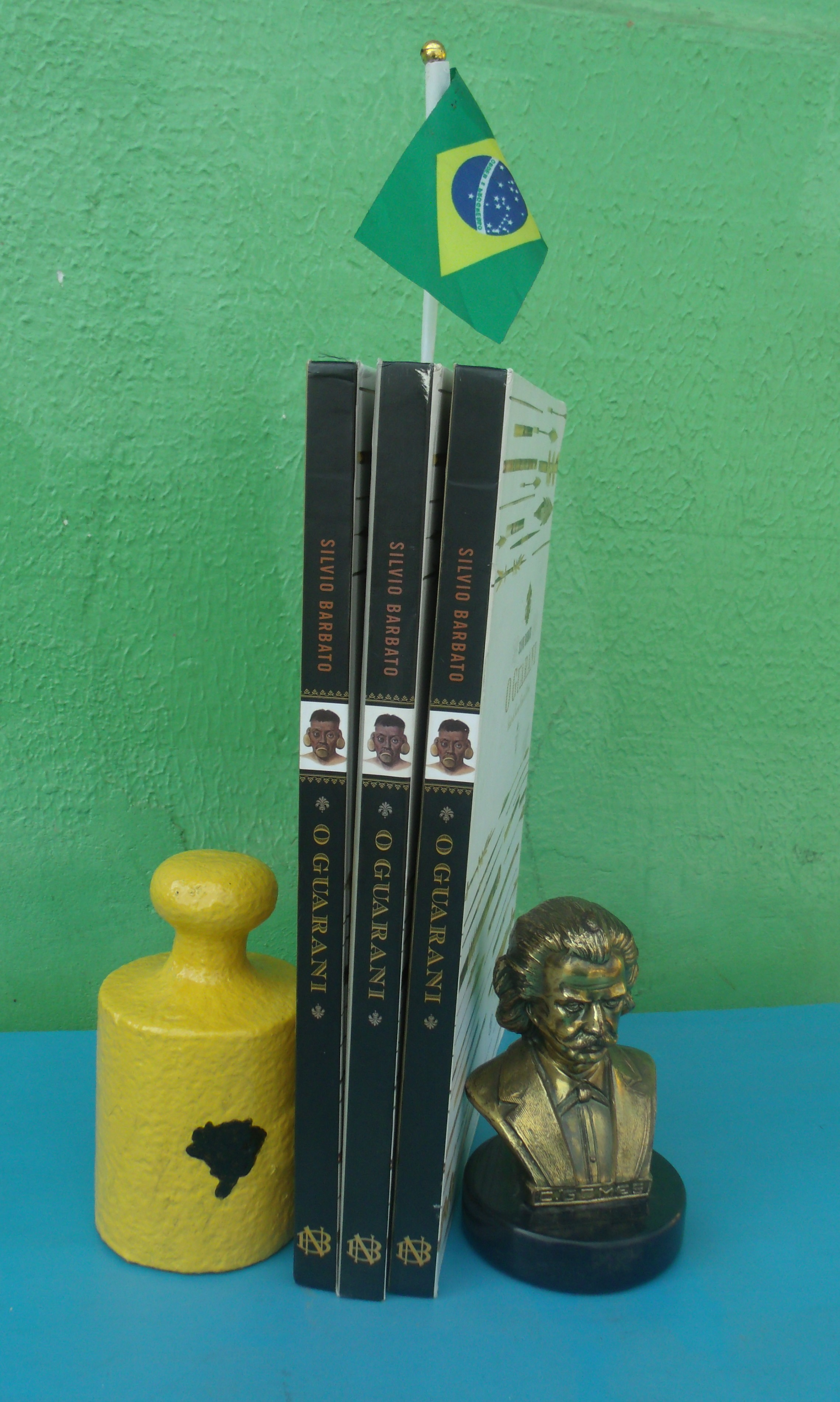
Publicação sobre O Guarani, de Carlos Gomes, edição com patrocínio do MinC.
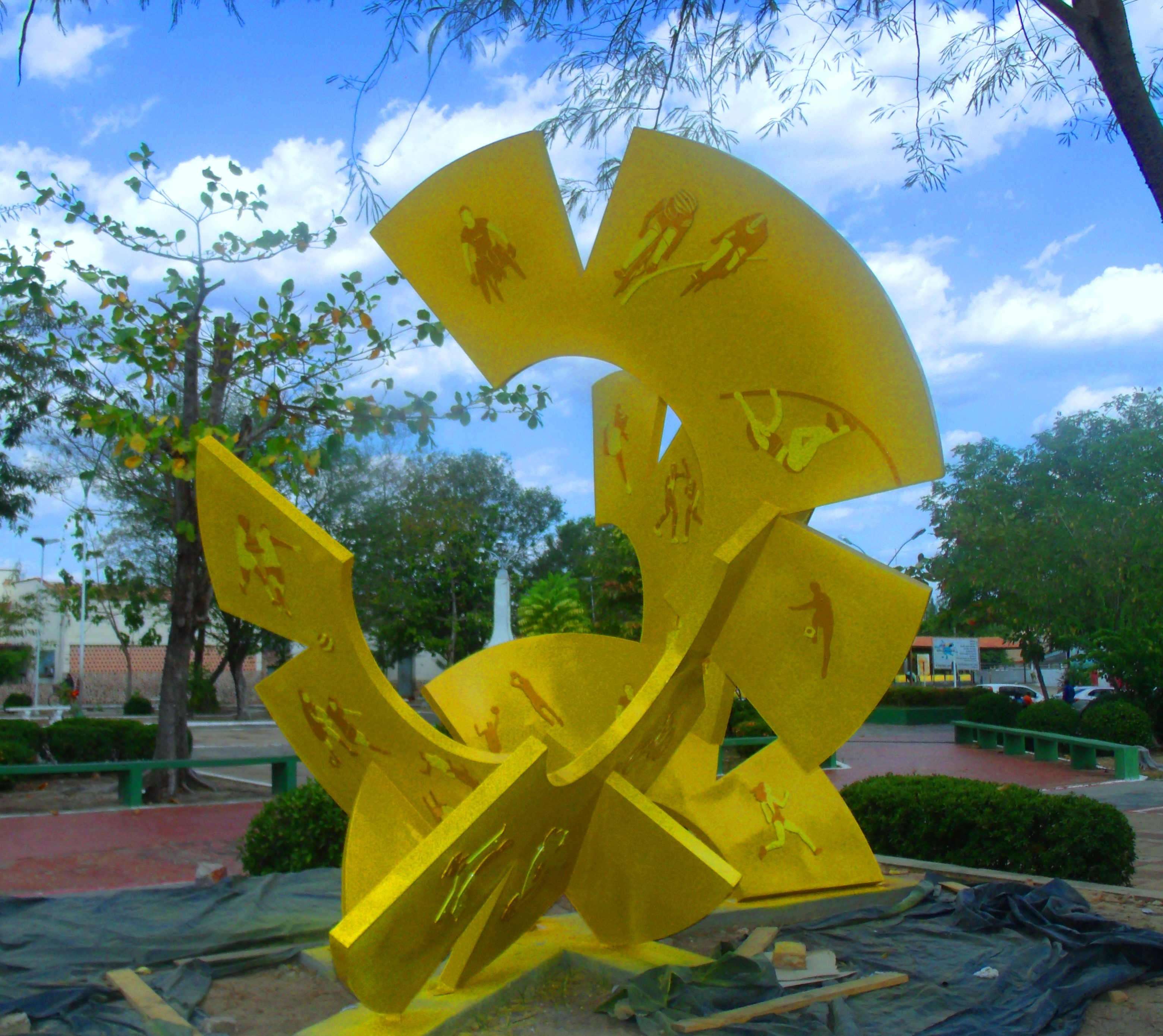
Escultura em praça pública de Piripiri-PI realizada através do Edital Prêmio Arte Monumento Brasil 2016, da Funarte.
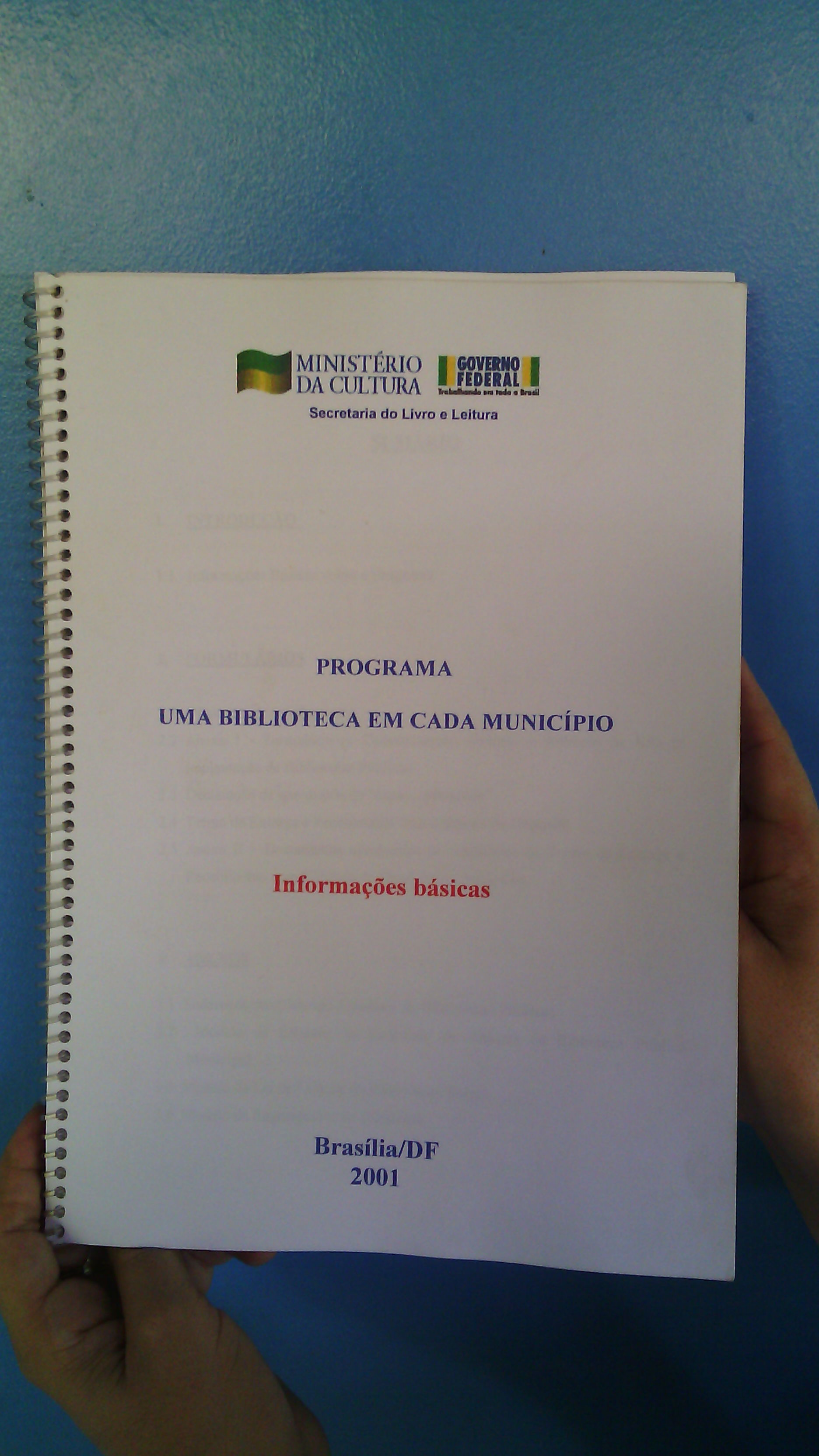
Cartilha de informações básicas do Programa Uma biblioteca em cada município, de responsabilidade do Sistema Nacional de Bibliotecas Públicas.